# ŽOK Rijeka
ŽOK Rijeka – żeński klub piłki siatkowej z Chorwacji. Swoją siedzibę ma w mieście Rijeka. Został założony w 1947 r.

## Sukcesy
- Mistrzostwo Chorwacji:
  -  1998/1999, 2006/2007, 2007/2008, 2008/2009, 2009/2010
  -  2005/2006